# Нямурагира
Нямурагира (Нямулагира, Нямлагира) (на английски: Nyamuragira, Nyamulagira, Nyamlagiri) е голям базалтов щитовиден вулкан с почти симетрични склонове, разположен в Националния парк „Вирунга“ в ДР Конго.
Намира се близо до границата с Руанда, на 15 km северно от град Гома, на 25 km северно от езерото Киву и на 14 km северозападно от другия голям вулкан Нирагонго. Това е най-активният вулкан в Африка и един от най-активните в света. Често изхвърля лава и вулканична пепел, но предизвиканите смъртни случаи са редки. Той е съставна част от планината Вирунга, вулканична верига, която от своя страна попада в Източноафриканската рифтова зона. По протежение на Вирунга са разположени общо 8 вулкана. От изток на запад това са Мухабура, Гахинга, Сабиньо, Визоке (Бисоке), Микено, Карисимби, Нирагонго и Нямурагира. Повечето от тях са угаснали, но Нирагонго, заедно с Нямурагира, са едни от най-активните вулкани в Африка. На тях се дължат 2/5 от вулканичните изригвания на континента.

## Параметри
Вулканът има височина от 3058 m, обхваща около 800 km2 площ, а диаметърът в основата му е 20 km. Общият му обем се изчислява на 500 km3. Склоновете му са подчертано полегати с наклон между 10° и 20°, за разлика от тези на съседния Нирагонго. Това разширява областта, която се засяга при изригване и тя достига до 1100 km2. Картографираните лавови потоци от 1938 до 2010 година заемат 40% от тази площ. Оценката на еруптивните обеми за изригванията за същия период е средно 72 милиона m3 с максимум от 200 милиона за изригването през 1938 – 1940 година.
Калдерата на върха е със стръмни склонове и частично разрушени стени, с размери 2 х 2,3 km. Дъното ѝ е плоско и равно и лежи на дълбочина 100 метра от ръба ѝ. Основният конус е добре запазен и е с диаметър 15 km. По фланговете на вулкана се наблюдава голямо количество паразитни пепелни конуси. В периода от 1921 до 1938 година в кратера съществува лавово езеро, което постепенно изчезва. Появяването му се наблюдава отново през 2014 година.

## Лава
Лавата на Нямурагира е високоалкална и се характеризира с повишено съдържание на калиеви съединения и много ниско на силициев диоксид. Това е предпоставка и за ниския ѝ вискозитет, т.е. лавата тече по-бързо. Такава е и характеристиката на лавата на всеки от осемте вулкана във Вирунга, а следите от лавовите потоци на Нямурагира и Нирагонго се сливат в граничните им зони.

## Вулканична активност
Нямурагира е най-активният африкански вулкан. Между 1865 и 2011 година са потвърдени 43 изригвания със средно 3,5 години пауза между тях. От 1976 до 1989 година са наблюдавани седем ерупции от хавайски тип. От 1980 година става средно по едно изригване на всеки две години. Вулканът се характеризира с два вида ерупции, което е типично за щитовидните вулкани – от централния кратер и от обширни разломни зони по фланговете, при което се формират многобройни цепнатини и пепелни конуси. В наше време могат да се наброят повече от 100 такива конуса по склоновете му. Между 1921 и 1938 година в калдерата му се вижда лавово езеро.
В повечето случаи изригванията започват от паразитни конуси или радиални фисури, а потоците от лава достигат максимална дължина до 20 – 30 km. В екстремните случаи те се вливат в езерото Киву, което предизвиква отделяне на отровни газове от дъното му. Лавата изминава много километри и унищожава населени места, тропически гори и земеделски земи, разположени около вулкана.
Много пъти се наблюдава едновременно изригване на Нямунагира и Нирагонго в рамките на няколко дни. Съществува предположение, че е възможно камерите им да са свързани дълбоко под земната повърхност. Системата включва и веригата от пепелни конуси Rushayo, формирана при ерупцията от 1948 година. Възможно е към нея да спадат и приблизително успоредните потоци на запад от тази верига, върху които се издигат пепелните конуси Muhuboli и Gituro.

### 1938 година
Изригването на вулкана е силно, лавовите потоци тръгват по слабия наклон на югозапад и достигат до езерото Киву на юг. Постепенно цялото лавово езеро от калдерата се оттича в Киву и то изчезва за дълги години.

### 1971 година
Изригването започва на 24 март от конуса Ругарама. Тътенът се чува на разстояние от 10 km, а блясъкът се наблюдава на разстояние от 50 km.

### 1986 година
Изригването започва на 16 юли от пепелния конус Kitazungurwa на южния склон на вулкана. Продължава 36 дни, а лавовият поток се излива на юг с дебелина 2 метра, ширина 1 km и достига на 2 km от пътя Гома-Саке, минаващ по брега на езерото Киву. Общият обем на изхвърлените продукти се оценява на 50 милиона m3. Химичният състав на лавата е променен в сравнение с това от предишното изригване, като съдържанието на силиций е намаляло, а на магнезий и желязо е увеличено. На 18 август изригването променя характера си и изхвърлянето на фонтани от лава приключва. Земеделските култури на юг-югозапад от изригналия конус са унищожени, а 150 говеда са починали заради покритата с пепел растителност, която са яли.

### 1989 година
Ерупцията започва през април от централния кратер, но по-късно се прехвърля към пепелния конус Киманура, формиран при изригването от 1986 година на източния склон на вулкана. През декември същата година черен лавов поток потича по северния склон и достига дължина от 20 km. Отдушникът на Киманура е най-ниско разположеният от трите конуса, образувани при предишното изригване. Малки потоци от лава се изливат също от централната калдера и една фисура на североизточния склон. Вулканът утихва чак през август 1990 година.

### 1991 година
Изригването започва на 20 септември на височина 1530 m по североизточния склон и на 15 km от централната калдера. Това е най-северната позната ерупция. Потоците лава се изливат на североизток и прекъсват пътя към Тонго. На 20 ноември ерупцията става по-експлозивна, а от юли 1992 година се издигат 26 нови пепелни конуса по съществуваща пукнатина в посока север-изток. Изригването продължава до 8 февруари 1993 година.

### 1998 година
Изригването предизвиква бързи и дълги лавови потоци, които достигат до 10 km от еруптивния център и изпепеляват тропическата гора по пътя си. Това предизвиква бързото закриване и евакуацията на няколко бежански лагера в околността.

### 2000 година
Сутринта на 27 януари настъпва поредица от изригвания от пукнатина на североизточния скат. Вулканичната активност предизвиква паника в близкия бежански лагер в Гома, където хората решават, че лагерът е нападнат. Сателитните изображения показват наличието на топлинни потоци от лава до 10 февруари. Наличието на конгоански бунтовници в околните райони обаче, не позволява провеждането на геоложки изследвания.

### 2004 година
Изригването се предхожда от серия земетресения и започва на 19 май. Дъното на калдерата е покрито с твърда кора от застинала лава и в него се наблюдават три отдушника. В единия от тях, на дълбочина 15 m се плиска ново лавово езеро с диаметър 300 m. Ерупцията е от тип Стромболи и от трите вентилационни отвора едновременно започва да се излива лава и да хвърчат огнени пръски. На дъното започва образуването на нови, ниски конуси от шлака и пепел. Главното изригване става през 4 много активни паразитни конуса. Височината на лавовите фонтани, изхвърляни от тях, се оценява на 30 до 50 метра. Всички потоци се сливат и образуват нов, много широк лавов поток, заемащ голяма площ, който потича по склоновете и достига дължина от 12 km. Активността остава доста силна и стабилна в сравнение с други документирани ерупции.
Спектрометърът на сателита на Earth Probe отчита появата на голям облак от SO2, освободен при изригването на Нямурагира. На запад той се простира на 180 km от точката на ерупция, на юг – на 360 km и на изток – на 260 km, като напълно покрива съседните държави Руанда и Бурунди. Облакът съдържа 190 000 тона серен диоксид, 116 000 от които достигат максималното си разстояние от 560 km на запад от вулкана. Максималната височина, на която се движи, не е уточнена.

### 2010 година
През април 2009 година сеизмичната активност в близост до вулкана рязко се увеличава и учените от Вулканичната обсерватория в град Гома очакват скорошно изригване. То става на 2 януари през следващата година в 04:58 часа местно време, като ерупцията започва едновременно от 4 странични кратера. Лавата потича по склоновете в посока юг-югозапад и потокът бързо достига дължина 500 m. След четири дни вече е пропътувал 21 km и е достигнал само на 7 километра от пътя между градовете Гома и Саке. В средата на месеца дъждовната вода и тази от открити извори във водосборите на Саке, Кинги и Русайо е замърсена с вулканична пепел и е негодна за консумация. Пепелта и газовите емисии стават причина за здравословни проблеми при населението в околните селища. Здравните центрове съобщават за нарастващи случаи на стомашни разстройства и очни заболявания. Докладвано е за смъртта на много домашни животни и щети на реколтата. Смята се, че са засегнати 52 096 жители включително 7901 в Мугунга, 13 000 в Русайо и 31 195 в Саке и Кинги.

### 2011 – 2012 година
Това е най-силното изригване на вулкана през последните 100 години. Предшествано е от няколко земетресения, които заплашват да активират и съседния голям вулкан Нирагонго. Ерупцията започва вечерта на 6 ноември 2011 година. Фонтани от лава изригват от еднокилометровата пукнатина Киманура, намираща се на 10 km от калдерата, на североизточния склон на вулкана. Сиянието им се наблюдава на десетки километри. Те достигат до височина 400 m и формират новия страничен конус Микомбе. През първата седмица новият конус, чието име означава „много прилепи“, нараства до височина 60 – 70 m, а след кратко време достига до 300 m. Новият конус е изключително активен, от гърлото му започват да се изхвърлят лавови фонтани с височина до 600 метра и лавата потича на север.
Фисурата е перпендикулярна на рифта Албертин, най-западния клон на Източноафриканския рифт. Върху нея се формират два нови кратерни комплекса, всеки от които с множество вентилационни отвори, а теренът около тях е засипан със слой от дребни и крехки лапили. След прекратяване на дейността на отдушниците при първичния (западен) кратерен комплекс, активността продължава по същата цепнатината, но малко по-далеч от върха на вулкана. В периода 23 – 25 януари 2012 година се създава още един вторичен (източен) кратерен комплекс.
Лавовият поток се разширява и северно от пукнатината, разлива се по сравнително плоския терен, простира се на дължина 11,5 km и достига на 5 km от пътя Каленгера-Тонго. На запад от мястото на ерупцията се разширява и разпространява голям облак от серен диоксид. Изригването продължава до февруари, а за това време потоците от лава са пропътували 19 km.
На 24 февруари 2012 година сеизмичната мрежа на OVG отбелязва значителна серия от експлозивни трусове. Установено е, че те произхождат от кратера на Нямурагира и се дължат на газови експлозии. От този ден активността на изригване от фисурата значително намалява, а дейността вътре в кратера се увеличава. В началото на март се усеща изключително силна миризма на SO2, което означава, че част от магмата, която е по-близо до повърхността, е разрушила земната кора в рамките на кратера и започва дегазация. През април активността в кратера се увеличава и вътре в него се формира цилиндричен отвор откъдето се изхвърлят газовите струи. Той е разположен на мястото на бившето лавово езеро.

### 2014 година
На 29 юни НАСА съобщава, че Нямурагира отново изхвърля пари и други вулканични газове. Сателитното наблюдение показва висока концентрация на SO2 във вулканичната пепел, както и появата на лавово езеро. В Хавайския институт по геофизика и планетология се получават 6 предупреждения от програмата MODVOLC за възможно предстоящо изригване по северните склонове на вулкана. Подобна активност се наблюдава и при съседния голям вулкан Нирагонго.

### Документирани изригвания на Нямурагира (години)
1865, 1882, 1894, 1896, 1899, 1901, 1902, 1904, 1905, 1906(?), 1907, 1907, 1908, 1909, 1912 – 13, 1920, 1921 – 38, 1938 – 40, 1948, 1951, 1951 – 52, 1954, 1956, 1957, 1958, 1967, 1971, 1976 – 77, 1980, 1981 – 82, 1984, 1986, 1987 – 88, 1989, 1991 – 93, 1994, 1996, 1998, 2000, 2001, 2002, 2004, 2010, 2011, 2012, 2014.

## Екология
Поради ефузивния характер на ерупциите на Нямурагира и липсата на значителни селища по склоновете му, изригванията рядко взимат човешки жертви. Това обаче вероятно е най-богатият вулканичен източник на серен диоксид в световен мащаб, отделящ огромни количества газ, изхвърлян от устойчиви лавови фонтани. Между 1979 и 2008 година по време на общо 14 ерупции са освободени 25 милиона тона SO2. Изхвърлените газове, останали в по-ниските слоеве на атмосферата, могат да предизвикат киселинни дъждове и да окажат значително влияние върху селскостопанските култури в района, а също и да доведат до бърза корозия на част от човешката инфраструктура.Според Американската агенция за опазване на околната среда, серният диоксид може да предизвика инфекции на горните дихателни пътища и да изостри съществуващи вече сърдечни и белодробни заболявания. Освен това може да повлияе на климата, тъй като сулфатните частици са светли и отразяват слънчевата светлина. Ако изригването е достатъчно силно, за да изтласка тези частици в стратосферата, където не могат да бъдат отмити от дъждовете, те могат да предизвикат охлаждане на климата за повече от една година.
Територията се засипва с голям брой дребни лапили, както и с „косите на Пеле“, представляващи тънки нишки вулканично стъкло. Те са продукт от продължителното наличие на фонтани от лава и увреждат селскостопанската земя около Нямурагира, което от своя страна води и до проблеми при едрия рогат добитък.
Вулканичната пепел предизвиква дихателни проблеми в населението, обитаващо територии по посока на вятъра. Все пак преобладаващите ветрове носят газовете и пепелта на запад, а не към по-гъсто населените райони на юг по протежение на бреговете на езерото Киву. Град Саке е единственото по-голямо селище в областта на преобладаващите лавови потоци и облаците от газ и вулканична пепел. Благодарение на разстоянието от еруптивните центрове, градът разполага с достатъчно време за адекватна реакция на жителите му и евентуална евакуация.

## Митология
Според вярванията на местното население Нирагонго и Нямурагира са съпрузи. Нямурагира е мъжът и при него изригванията са по-могъщи, а Нирагонго – жената. Душите на съплеменниците им след смъртта отиват да живеят в гърлата на близките вулкани. Душите на мъртвите от племената баняруанди и батузи отиват в Нирагонго, а тези на батокайдживи и бахавути – в Нямурагира. Пристигането на починал вожд предизвиква раздвижване на лавата и слаби ерупции. Колкото по-велик е вождът, толкова по-силно изригване предизвиква душата му. Изригване може да се предизвика и ако нещо разсърди душите на умрелите и особено тези на вождовете. За да умилостивят вулканите племената им принасят в жертва кози, крави и бананова бира (помбе).

## Видео
Nyamulagira Volcano Continues to Erupt

BBC News/DR Congo's Nyamulagira volcano's spectacular eruption ((en))